# Schalta

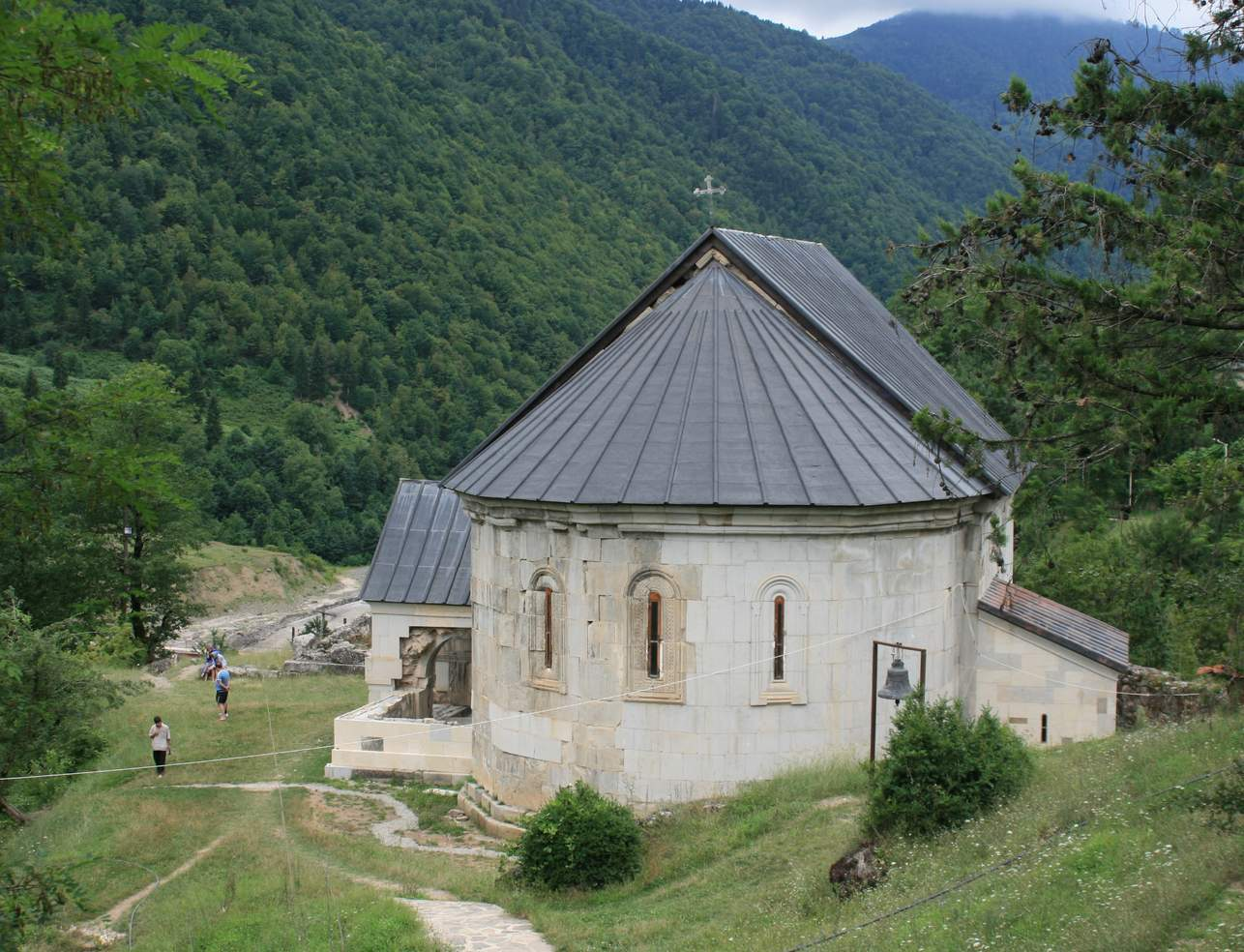
Schalta

Schalta (georgisch სხალთა; sχɑltʰɑ) oder Qintschauri (georgisch ყინჭაური; qʼɪnt͡ʃʼɑʊrɪ) ist eine mittelalterliche georgisch-orthodoxe Kirche aus dem 13. Jahrhundert. Sie befindet sich in der Autonomen Republik Adscharien, in der Munizipalität Chulo, im Dorf Qintschauri. Die Kirche von Schalta ist ein Zentrum der gleichnamigen Diözese der georgischen orthodoxen Apostelkirche.
Die Kirche Schalta steht an einem Berghang. Das Gebäude ist kuppellos und aus dem behauenen Stein gebaut. An der östlichen Wand gibt es drei traditionelle georgische Ornamente mit der Form eines Kreuzes. Im Innenraum sind die Wände mit Freskomalerei geschmückt. Um die Kirche gab es früher auch eine Mauer, die heute nicht mehr vorhanden ist.